# Margaret Lane
Margaret Winifred Lane (geboren am 23. Juni 1907; gestorben am 14. Februar 1994), auch Margaret Lane Hastings, Countess of Huntingdon war eine britische Journalistin, Schriftstellerin und Biografin. Bekannt wurde sie als Biografin des britischen Kriminalschriftstellers Edgar Wallace, dessen Sohn Bryan Edgar Wallace sie 1934 heiratete.

## Biografie
Margaret Lane arbeitete von 1928 bis 1931 als Journalistin und Reporterin für die britische Tageszeitung Daily Express, bevor sie 1931 bis 1931 als Korrespondentin beim International News Service aktiv wurde. Danach kehrte sie bis 1938 zurück zur Daily Mail. Von 1958 bis 1960 war Lane Vorsitzende des Women’s Press Club, von 1959 bis 1961 leitete sie den Dickens Fellowship, 1971 die Johnson Society, von 1975 bis 1979 die Bronte Society und von 1985 bis 1988 die Jane Austen Society.
Neben diesen Tätigkeit schrieb sie mehrere Bücher, darunter 1938 die erste umfassende Biografie über den britischen Kriminalschriftsteller Edgar Wallace unter dem Titel Edgar Wallace: the biography of a phenomenon. 1934 heiratete sie dessen Sohn Bryan Edgar Wallace, die Ehe wurde jedoch bereits 1939 wieder geschieden. 1944 heiratete sie Francis Hastings, 16. Earl of Huntingdon und hatte mit diesem zwei Töchter: Lady Selina Shirley Hastings (geboren am 5. März 1945) und Lady Caroline Harriet Hastings (geboren am 12. Juni 1946).

## Werke (Auswahl)
Margaret Lane veröffentlichte mehrere Bücher und Biografien, darunter:
- Faith, Hope, No Charity (Prix Femina – Vie Heureuse), 1935
- At Last the Island, 1937
- Edgar Wallace: the biography of a phenomenon, 1938
  - Edgar Wallace : Das Leben eines Phänomens (Übersetzung von Wilm Wolfgang Elwenspoek), Krüger, Hamburg 1966
- Where Helen Lies, 1944
- The Tale of Beatrix Potter, 1946 (revised 1985)
- The Bronte Story, 1953
- A Crown of Convolvulus, 1954
- A Calabash of Diamonds, 1961
- Frances Wright and the Great Experiment, 1971
- Samuel Johnson and his World, 1975
- Flora Thompson, 1976
- The Magic Years of Beatrix Potter, 1978
- The Drug-Like Bronte Dream, 1981;

## Belege
1. ↑  „Lane, Margaret.“ In: Joachim Kramp, Jürgen Wehnert: Das Edgar-Wallace-Lexikon. Leben - Werk - Filme. Schwarzkopf & Schwarzkopf, Berlin 2004; S. 381. ISBN 3-89602-508-2
2. 1 2 3  Obituary: Margaret Lane. In: The Independent, 17. Februar 1994; abgerufen am 15. Mai 2017.